# Jerome Carter
Jerome Carter, född 25 mars 1963, är en före detta amerikansk friidrottare som tävlade i höjdhopp. 
Carters vann brons vid Panamerikanska spelen 1987 och vann samma år USA-mästerskapen och deltog i VM i Rom utan att nå finalen. Hans person bästa är 2,37 som han hoppade i Columbus, Ohio 8 maj 1988 vilket var nations rekord for USA.
Jerome Carter är farbror till Danielle Hamilton Carter som spelar i Sveriges damlandslag i basket.
Jerome Carter spelade år 1988 även in en låt och musikvideo ihop med Patrik Sjöberg, Carlo Tränhardt och Dietmar Mögenburg. Tillsammans kallade de sig World Class Crew och låten hette "I just wanna be a winner, every day".